# Lepidosperma leptophyllum
Lepidosperma leptophyllum là loài thực vật có hoa trong họ Cói. Loài này được Benth. mô tả khoa học đầu tiên năm 1878.